# Pseudopanurgus illustris
Pseudopanurgus illustris är en biart som beskrevs av Philip Hunter Timberlake 1967. Pseudopanurgus illustris ingår i släktet Pseudopanurgus och familjen grävbin. Inga underarter finns listade i Catalogue of Life.